# Фурт-ан-дер-Тристинг
Фурт-ан-дер-Тристинг (нем. Furth an der Triesting) — коммуна (нем. Gemeinde) в Австрии, в федеральной земле Нижняя Австрия. 
Входит в состав округа Баден.  Население составляет 819 человек (на 31 декабря 2005 года). Занимает площадь 64,24 км². Официальный код  —  3 06 09.

## Политическая ситуация
Бургомистр коммуны — Франц Зеевальд (АНП) по результатам выборов 2005 года.
Совет представителей коммуны (нем. Gemeinderat) состоит из 15 мест.
- АНП занимает 9 мест.
- Партия Furth Aktiv занимает 5 мест.
- СДПА занимает 1 место.